# Ebeltoft
Ebeltoft anhörenⓘ [ˈɛːbəltɔfd] ist eine dänische Kleinstadt mit 7287 Einwohnern (Stand: 1. Januar 2025). Sie ist auf der jütländischen Halbinsel Djursland an der Ebeltoft Vig, einer Meeresbucht des Kattegat, gelegen und gehört zur Gemeinde Syddjurs. Die Stadt lebt einerseits von ihrem Yacht- und Fischereihafen, andererseits vom Fremdenverkehr. Dieser ist durch das idyllische Flair der historischen Altstadt aus dem 14. Jahrhundert und die Nähe zu Ferienhausgebieten wie Ahl Strand, Øer Maritime Ferieby (ein kleiner Yachthafen mit anliegenden Ferienwohnungen), Handrup, Lyngsbæk und Egsmark Strand sowie drei großen Campingplätzen in Krakær, Vibæk Strand und dem nahe gelegenen Ort Dråby begünstigt.

## Sehenswürdigkeiten
Der Ortskern Ebeltofts besteht weitestgehend aus historischen Häusern, vor denen häufig Stockrosen gepflanzt sind. Das kleinste Rathaus der Welt, „Det Gamle Rådhus“, mit einem alten Gefangenenkeller und die romanisch-frühgotische Kirche bestimmen das seit Jahrhunderten im Grunde unveränderte Stadtbild mit vielen Fachwerkhäusern. Die meisten von ihnen liegen in der verkehrsberuhigten Zone der Altstadt.
Neben den jahrhundertealten Geschichtsdenkmälern ist Ebeltoft mit zwei herausragenden Sehenswürdigkeiten von landesweiter kultureller Bedeutung vertreten:
- Im Glasmuseum am Hafen sind neben internationalen Exponaten auch die zahlreichen Werke Ebeltofter Glaskünstler ausgestellt. Die Glasbläserei ist eine Besonderheit der Stadt, die deshalb auch als „Hauptstadt des Glases“ bezeichnet wird.
- Im Museumshafen liegt die historische Fregatte Jylland, das längste erhaltene Schiff seiner Art. Die Fregatte nahm während des Deutsch-Dänischen Krieges am 9. Mai 1864 am Seegefecht vor Helgoland teil, das trotz eines taktischen Erfolgs der dänischen Flotte den preußischen Sieg nicht verhindern konnte. Sie ist nun, komplett restauriert und mit einer Besatzung aus Wachsfiguren ausgestattet, in Ebeltoft zu besichtigen.

## Wirtschaft, Verkehr und Infrastruktur
Ebeltoft hat in den letzten Jahrzehnten ein starkes wirtschaftliches Wachstum erlebt.

### Produktion und Handel
Die Stadt ist der Hauptsitz des dänisch-europäischen Textildesign-Unternehmens Kvadrat (Quadrat). In Ebeltoft gibt es große Kaufhäuser.

### Tourismus
Für die Touristen und die Einheimischen werden in den Sommerferien stets Aktionen veranstaltet. So gehen nach alter Tradition seit 1950 wieder Nachtwächter durch die Straßen und singen ihre Wachtlieder. Da man davon ausgeht, dass der Name Ebeltoft darauf zurückzuführen ist, dass zur Entstehungszeit der Stadt ein Hügel mit Apfelbäumen das Zentrum derselben bildete, wird als Anziehungspunkt für Touristen seit dem Jahre 2004 als Ehrung der Stadt- und dänischen Nationalfrucht alljährlich Mitte Oktober das sogenannte „Ebelfestival“ (Apfel-Fest) veranstaltet.
Am Alten Rathaus beginnt und endet eine Stadtrundfahrt mit der Bimmelbahn durch die Straßen der Altstadt und die Hafenanlagen.

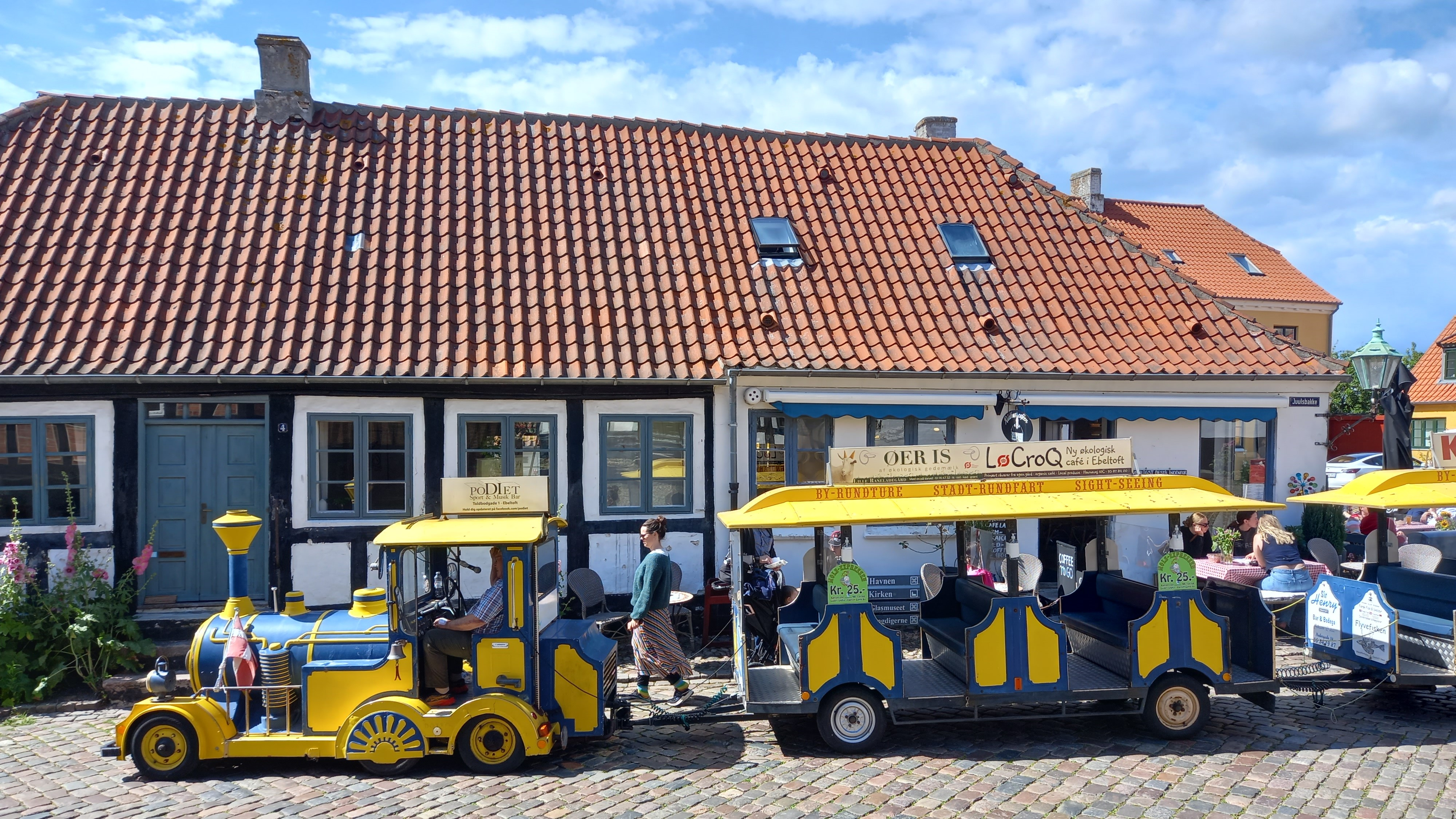
Bimmelbahn beim Alten Rathaus
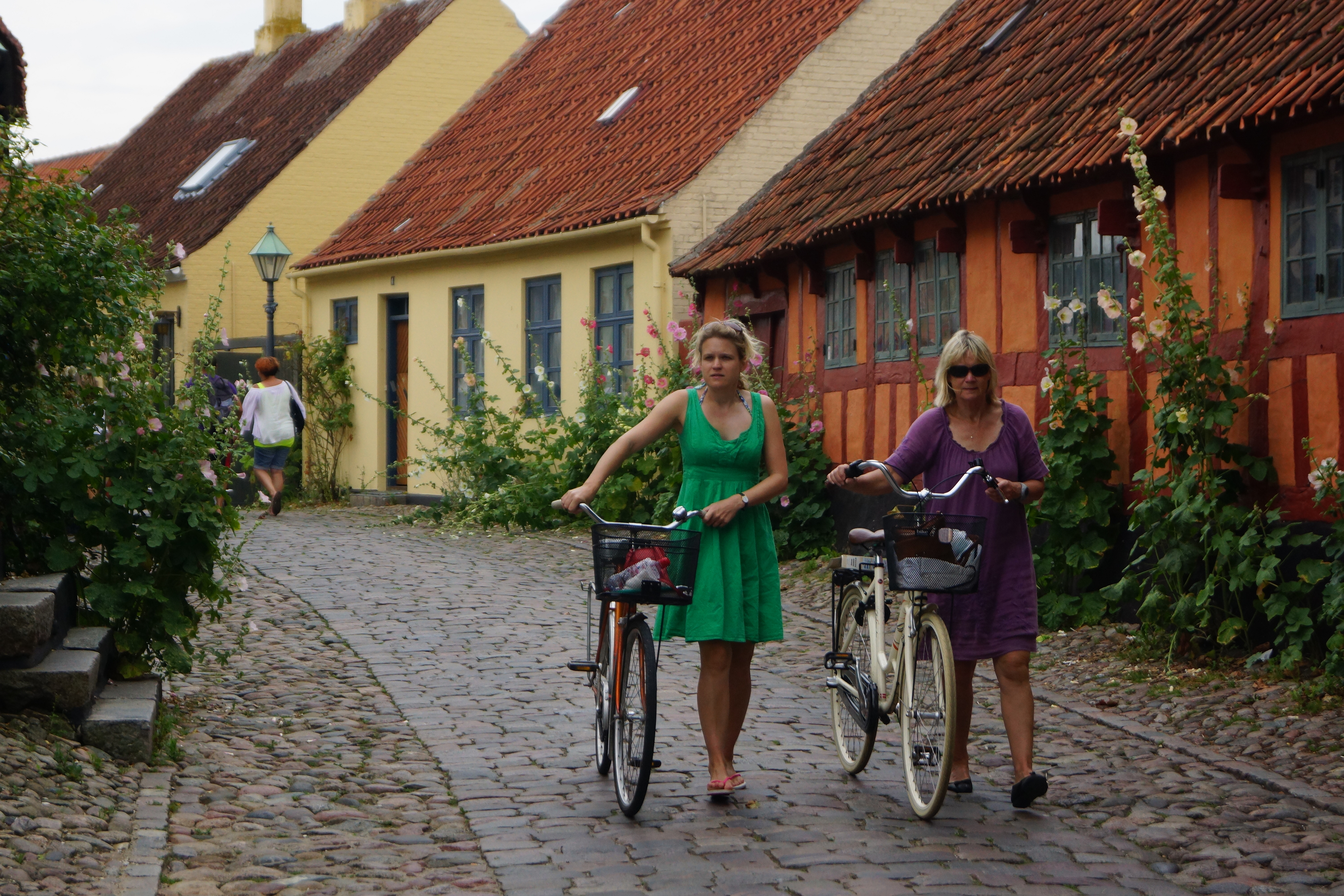
Overgade im historischen Ortskern
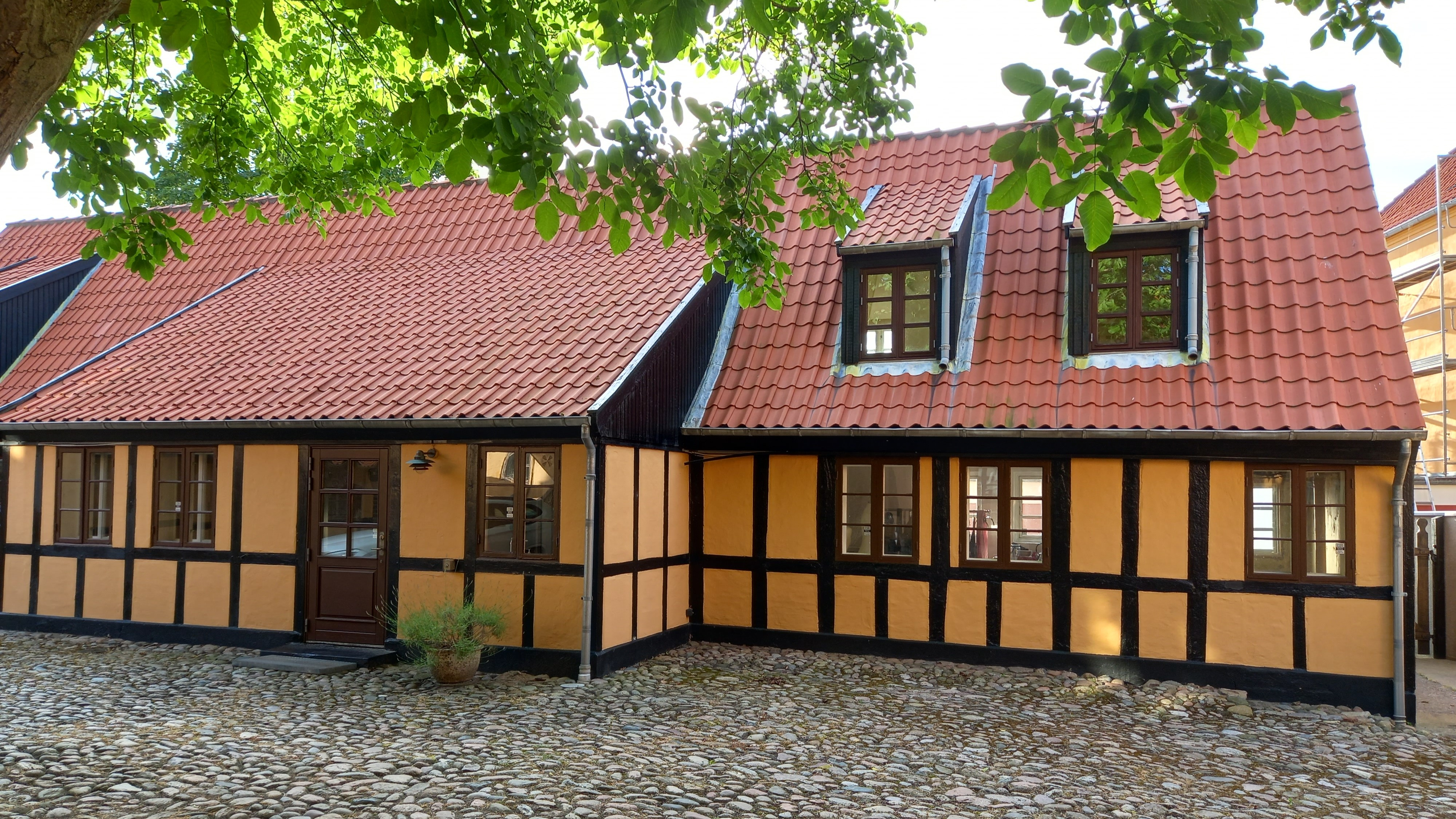
Fachwerkhäuser in einem Hinterhof der Adelgade
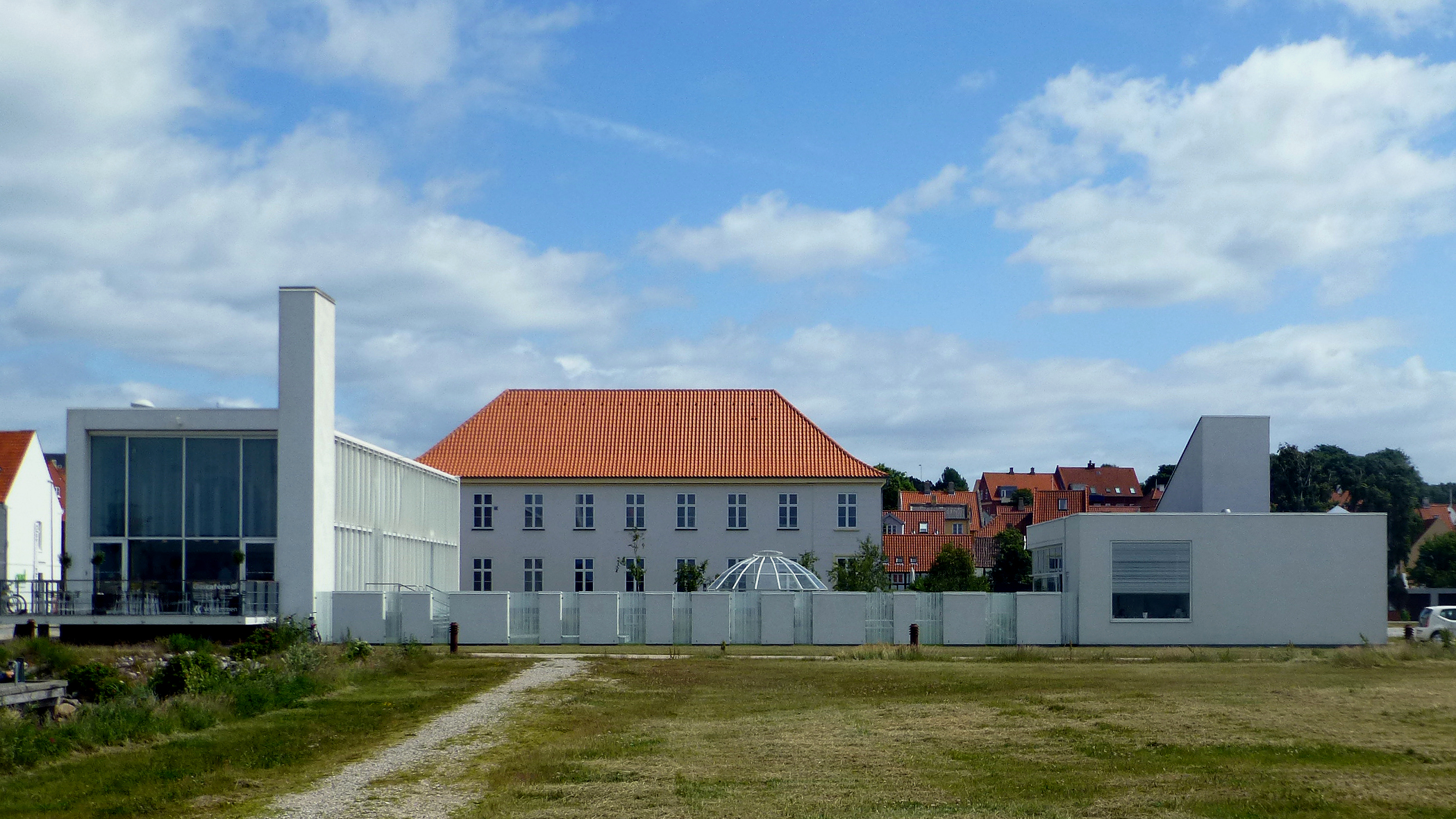
Glasmuseum Ebeltoft
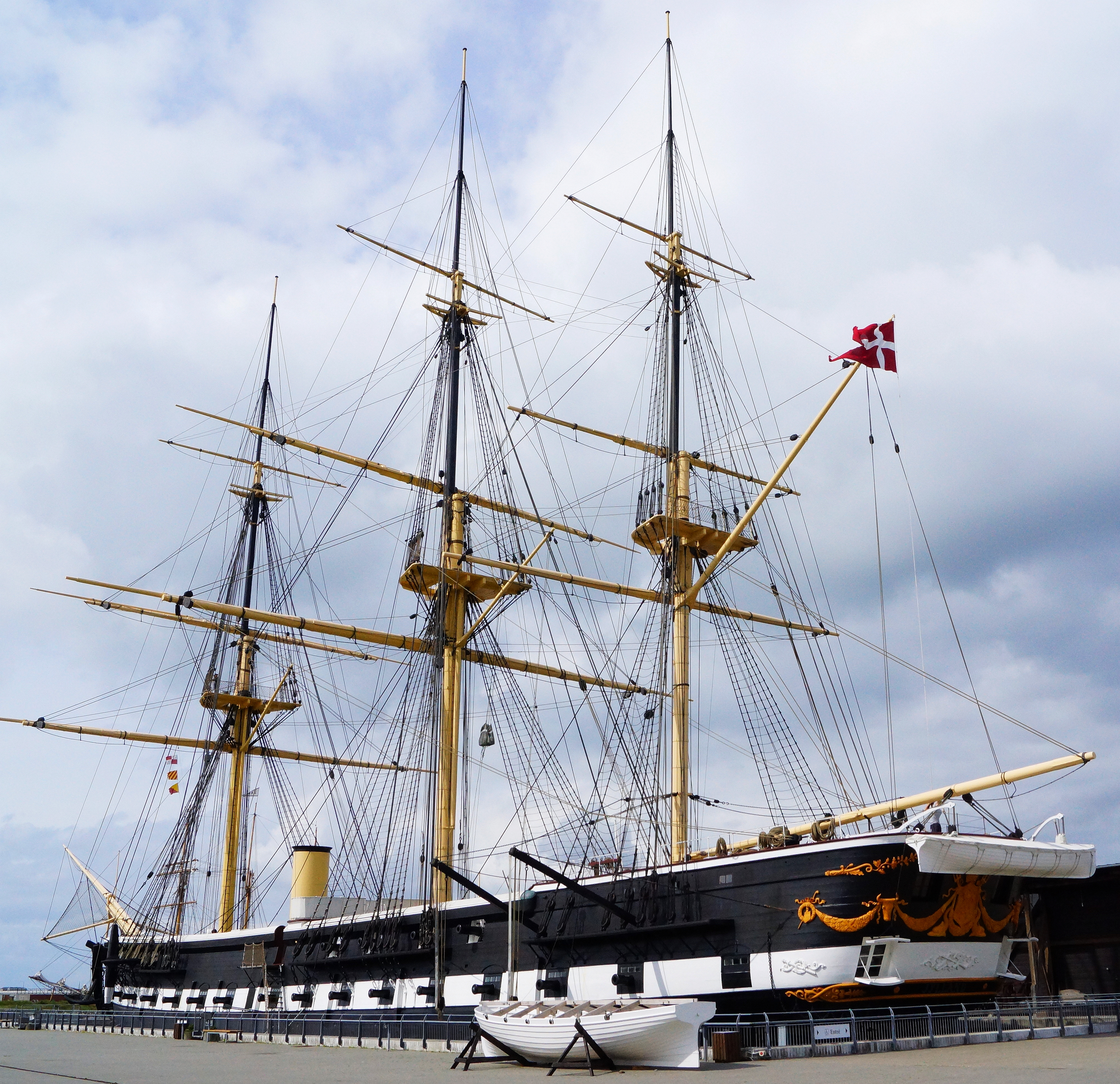
Fregatte Jylland

### Sonstige überregional bedeutsame Einrichtungen
In Ebeltoft ist die europäische Filmhochschule Dänemarks ansässig.

### Verkehr

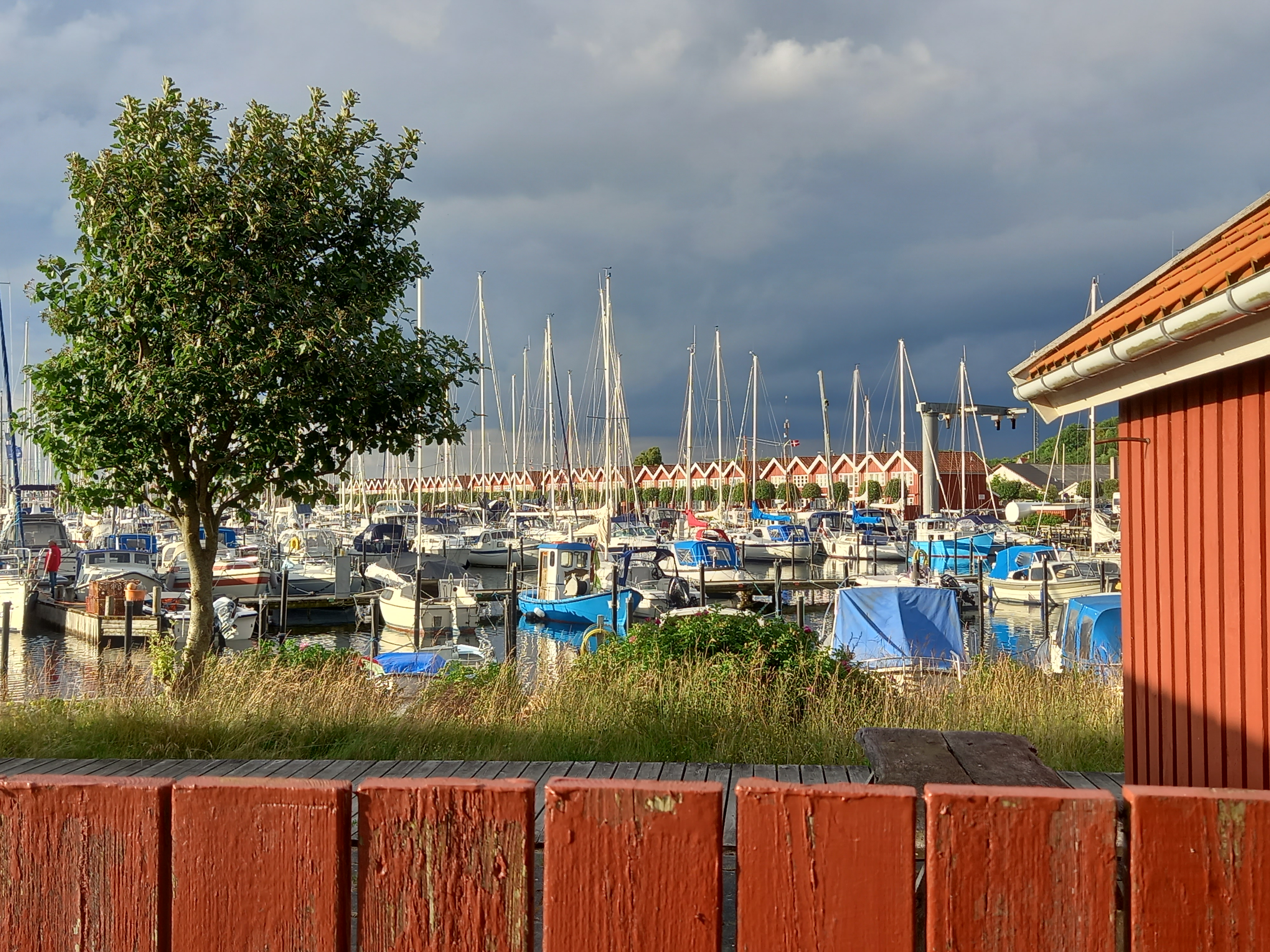
Der Yachthafen

Der Yachthafen (Skudehavn) wird von einer Vielzahl von Motor- und Segelyachten aus den Anrainerstaaten der Ostsee sowie aus Norwegen angesteuert, vor allem als Zwischenstation für größere Fahrten. Vom Fährhafen der Stadt aus gibt es eine Fährverbindung nach Sjællands Odde, der Nordwestspitze der Insel Sjælland am anderen Ufer des Samsø Bælt. Reisende, die aus Nord- oder Mitteljütland nach Djursland gelangt sind, sparen gegenüber südlicher gelegenen Verbindungen nach Sjælland Zeit.
Von der Europastraße 45, der Nord-Süd-Hauptverkehrsader Jütlands, führt eine ca. 50 km lange, teils mehrspurig ausgebaute Straße ostwärts durch Djursland nach Ebeltoft.
Der Flughafen Aarhus (Aarhus Lufthavn) bei Tirstrup ist rund 13 Kilometer von Ebeltoft entfernt und erschließt die Stadt dem internationalen Flugverkehr.
Ursprünglich besaß die Stadt einen Anschluss ans Eisenbahnnetz über die Bahnstrecke Ebeltoft–Trustrup, welche jedoch 1968 stillgelegt wurde.

## Persönlichkeiten
- Ludvig Conrad Neckelmann (1784–1865), dänischer Jurist, Bürgermeister und Geschichtsschreiber
- Hannes Peter Stephensen (1832–1908), dänischer Kaufmann, Beamter und Inspektor von Grönland
- Poul la Cour (1846–1908), dänischer Physiker und Erfinder
- Hack Kampmann (1856–1920), dänischer Architekt
- Anna Hude (1858–1934), dänische Historikerin und Frauenrechtlerin
- Troels Rasmussen (* 1961), dänischer Fußballspieler
- Anne Louise Bormann (* 1967), dänische Juristin und Richterin am Europäischen Gerichtshof für Menschenrechte